# Compagnie des mines de Crespin
La Compagnie des mines de Crespin est une compagnie minière qui a exploité la houille dans le Bassin minier du Nord-Pas-de-Calais, à Quiévrechain, près de la frontière franco-belge. En effectuant des sondages, Grégoire Joseph Libert découvre le charbon en 1830. Il obtient une concession de 2 842 hectares le 27 mai 1836, la concession de Crespin.
Une première fosse, Saint Grégoire, est foncée en 1841, mais foncée jusqu'à seulement 147,50 mètres, elle n'atteint pas le terrain houiller. La concession est alors abandonnée jusque 1875, date à laquelle la société est reconstituée pour ouvrir une nouvelle fosse : Onnaing. Celle-ci est située dans des terrains stériles, mais un sondage effectué à Quiévrechain s'avère positif, et la Compagnie ouvre la fosse no 1, sur un terrain accolé à la frontière, en 1880. Le puits no 1 bis est ouvert en 1888. Des corons ont été construits près de la fosse, puis des habitations disposant d'un jardin plus grand. L'exploitation se trouvant limitée, une fosse no 2 est entreprise en 1902 à un peu plus d'un kilomètre au sud-ouest, mais les travaux sont inondés en 1906. Le puits n'est repris qu'en 1923, et mis en service vers 1925.
Elle est nationalisée en 1946, et intègre avec les compagnies des mines d'Anzin, de Vicoigne, de Douchy et de Thivencelle, le Groupe de Valenciennes.

## Historique

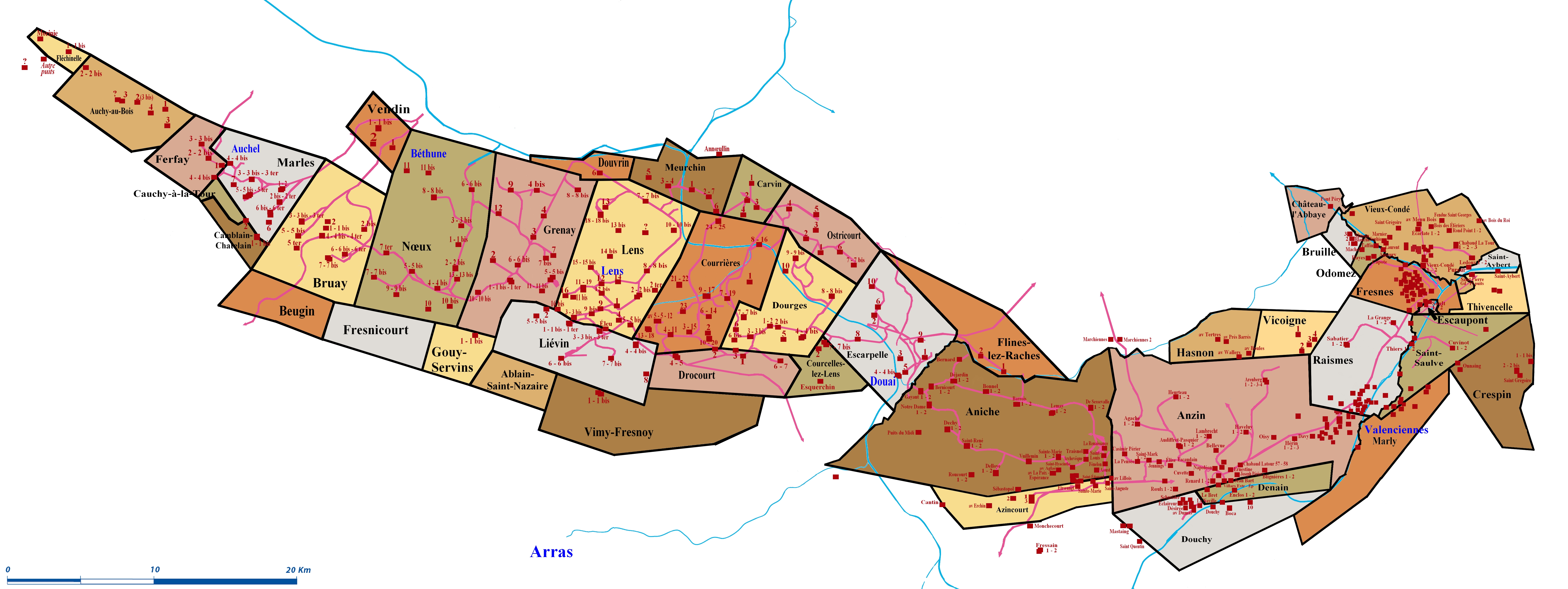
La concession de Crespin est située à l'extrême est du bassin minier, au sud des concessions minières d'Anzin et de Thivencelle.

De nombreuses recherches sont entreprises dans la région de la commune de Crespin, près de la frontière belge. 
En 1728, la Compagnie Désandrouin et Taffin creuse deux puits : l'un à Quarouble et un autre à Crespin, mais sans succès. 
En 1785, Monsieur de Colins, seigneur de Quiévrechain, obtient une concession de 30 ans et effectue des recherches qui resteront également infructueuses.
Grégoire Joseph Libert de Paris obtient une concession de 2 842 ha au sud d'une ligne allant de Valenciennes à Crespin dans une partie abandonnée par la Compagnie des mines d'Anzin et après avoir effectué quelques sondages, découvre le charbon en 1830. 
La Concession de Crespin lui est accordée le 27 mai 1836 par ordonnance du roi Louis Philippe.

## Les fosses
La Compagnie des mines de Crespin a entrepris quatre fosses, donc deux finalement se sont avérées productives et durables,.

### Fosse Saint-Grégoire
50° 23′ 03″ N, 3° 39′ 35″ E
La fosse Saint-Grégoire est ouverte en 1841 à Quiévrechain. Le terrain dévonien inférieur a été atteint au niveau de 120 mètres. La fosse a été approfondie jusqu'à 147 mètres dans des bancs schisteux gris verdâtre. Les galeries, malgré leur faible développement, ont donné une quantité d'eau considérable. On n'y a trouvé que quelques lits minces de terre noire, ressemblant à du schiste pourri, ainsi qu'une petite passée formée d'anthracite impur, à aspect graphiteux. La fosse est abandonnée en 1842. La profondeur totale du puits est de 188 mètres, un sondage ayant été pratiqué au fond du puits. La concession reste alors inexploitée jusqu'en 1875, date à laquelle la Compagnie est reconstituée et ouvre une nouvelle fosse.

### Fosse d'Onnaing
50° 23′ 20″ N, 3° 36′ 22″ E
La fosse est foncée en 1875 par le procédé Kind-Chaudron à proximité de la route de Mons à Valenciennes, à Onnaing. Elle est creusée jusqu'à 173 mètres, profondeur à laquelle est atteint le terrain houiller, puis par sondage jusqu'à 422 mètres, sans trouver de charbon. Elle est abandonnée après que l'on a découvert la houille au sondage du moulin de Quiévrechain. Selon le BRGM, le puits d'Onnaing est profond de 490 mètres, sondage compris.

### Fosseno1 - 1 bis
- À Crespin

- 1880 - 1956 pour le puits n° 1.

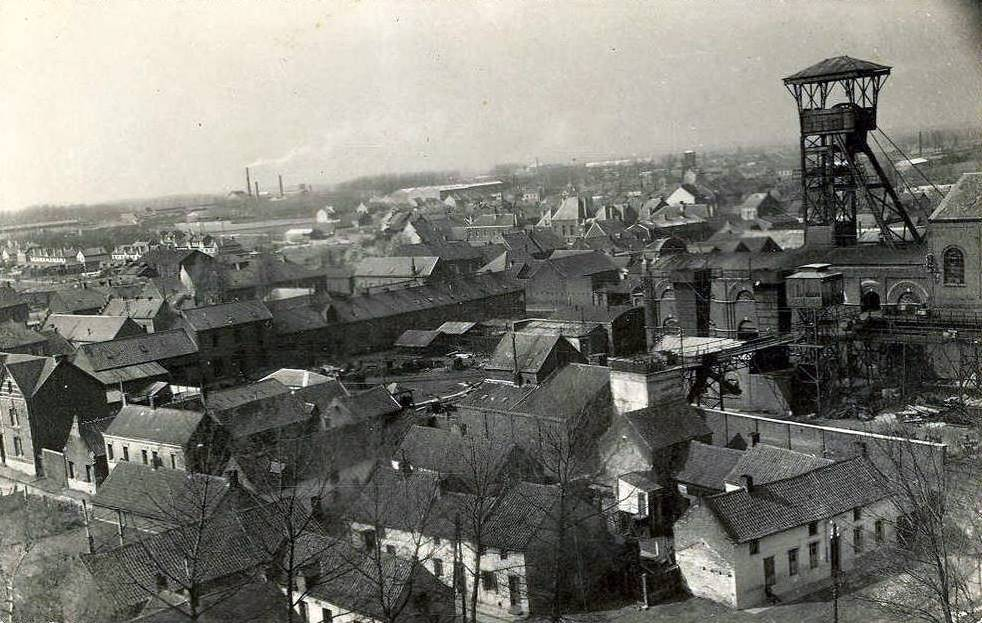
La fosse no 1 - 1 bis de Crespin vers 1950.

- ???? - 1956 pour le puits n° 1 bis.

Cette ancienne fosse de la Compagnie des mines de Crespin exploite la partie Sud-Est du Groupe à la limite avec la frontière belge, un gisement de charbons gras très grisouteux formant une unité tectonique bien distincte du reste du Bassin. 
La fosse cesse d'extraire le 17 juin 1949, après concentration sur la fosse n° 2 et sert pour le service et le retour d'air jusqu'à l'arrêt du n° 2, le 28 mars 1950. 
Le puits n° 1 bis, profond de 1 019 m, et le puits n° 1, de 758 m, sont d'abord noyés avant remblayage à cause d'une forte concentration de grisou, puis remblayés en 1956.
- 50° 23′ 37″ N, 3° 40′ 18″ E[BRGM 3] Puits n° 1
- 50° 23′ 37″ N, 3° 40′ 22″ E[BRGM 4] Puits n° 1 bis

### Fosseno2 - 2 bis
- À Quiévrechain

- 1902 - 1956 pour le puits n° 2.

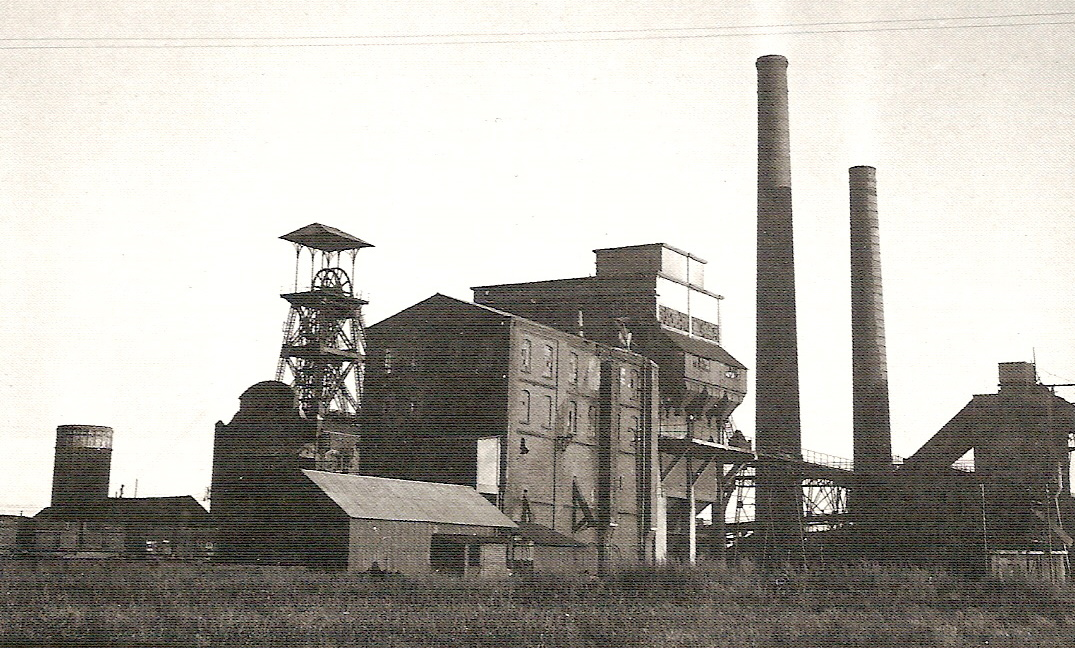
Fosse n° 2 de Crespin vers 1950.

- 1948 - ???? pour le puits n° 2 bis.

Le fonçage débute en 1902. D'énormes difficultés sont rencontrées lors du percement. En 1906, la profondeur n'est que de 180 m et le puits est noyé. 
En 1909, les compagnies de Crespin et Marly se réunissent : la concession occupe 6 155 ha.
Le fonçage est repris en 1923 et le n° 2 atteint 640 m en août 1925. Le chevalet est monté en 1925. Un lavoir est installé et traite 200 tonnes en 8 heures. Une cokerie équipée de 80 fours complète les installations de la fosse n° 2.
En 1948, à proximité du puits n° 2, il est procédé au fonçage d'un nouveau puits de 5,50 m de diamètre, le n° 2 bis, destiné au retour d'air afin de faciliter l'aérage de cette partie du gisement très grisouteux. Le montage du chevalement de fonçage et du treuil a lieu en septembre 1948. Le 19 juin 1949, après l'arrêt du n° 1, la fosse n° 2 assure seul l'extraction de cette partie de gisement.
Malgré les importants travaux entrepris, la fosse s'arrête le 28 mars 1950.
Le tonnage total extrait par les deux fosses de Crespin s'élève à 4 704 000 tonnes.
Le puits n° 2 est noyé afin d'éliminer les fortes concentrations de grisou et ses 708 m de profondeur sont remblayés en 1956.
- 50° 23′ 15″ N, 3° 39′ 33″ E[BRGM 5] Puits n° 2